# Hutton Mulgrave
Hutton Mulgrave – wieś w Anglii, w hrabstwie North Yorkshire, w dystrykcie (unitary authority) North Yorkshire. Leży 63 km na północny wschód od miasta York i 332 km na północ od Londynu. W 2001 miejscowość liczyła 48 mieszkańców.